# Scarus gracilis
Scarus gracilis är en fiskart som först beskrevs av Steindachner, 1869.  Scarus gracilis ingår i släktet Scarus och familjen Scaridae. Inga underarter finns listade i Catalogue of Life.